# Ariamnes waikula
Ariamnes waikula is een spinnensoort in de taxonomische indeling van de kogelspinnen (Theridiidae).
Het dier behoort tot het geslacht Ariamnes. De wetenschappelijke naam van de soort werd voor het eerst geldig gepubliceerd in 2007 door Gillespie & Rivera.